# Smrčná (Nová Bystřice)
Smrčná (německy Fichtau) je malá vesnice, část města Nová Bystřice v okrese Jindřichův Hradec v Jihočeském kraji. Nachází se asi dva kilometry západně od Nové Bystřice. Smrčná leží v katastrálním území Nová Bystřice o výměře 10,68 km².

## Historie
První písemná zmínka o vesnici pochází z roku 1842.

## Obyvatelstvo
| Rok            | 1869 | 1880 | 1890 | 1900 | 1910 | 1921 | 1930 | 1950 | 1961 | 1970 | 1980 | 1991 | 2001 | 2011 | 2021 |
| -------------- | ---- | ---- | ---- | ---- | ---- | ---- | ---- | ---- | ---- | ---- | ---- | ---- | ---- | ---- | ---- |
| Počet obyvatel | 395  | 414  | 429  | 386  | 352  | 331  | 279  | 119  | 0    | 55   | 38   | 13   | 11   | 4    | 5    |
| Počet domů     | 56   | 56   | 56   | 56   | 56   | 59   | 60   | 27   | 0    | 14   | 15   | 13   | 12   | 13   | 13   |

## Obecní správa
Při sčítání lidu v letech 1850–1949 Smrčná byla osadou města Nová Bystřice v okrese Jindřichův Hradec. V následujícím období byla vesnice úředně zrušena a jako část města Nová Bystřice byla obnovena 1. ledna 1976.